# Competitieve remming
Competitieve remming is een model waarmee een inhibitor een enzym kan remmen. De inhibitor bindt dan op dezelfde plaats aan het enzym als het substraat zou doen, waardoor het substraat niet kan binden. Het substraat moet ineens concurrentie (anglicisme: competitie) aangaan met de inhibitor, waardoor de reactie trager zal verlopen. Over het algemeen zal de inhibitor niet reageren, maar na een tijdje weer van z'n plaats vallen uit het enzym.

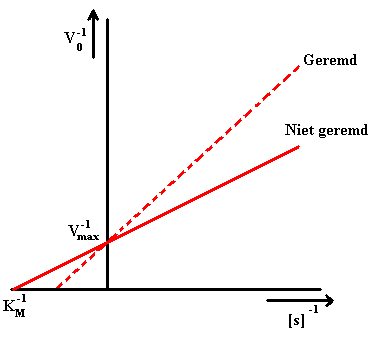
1/V_{0} uitgezet tegen 1/[s]

Wanneer de initiële snelheid van een enzymatische reactie wordt gemeten bij een zekere substraatconcentratie, en deze vervolgens wordt uitgezet tegen de substraatconcentratie, krijgt men een grafiek met een horizontale asymptoot. Deze stelt de maximumsnelheid voor. Het enzym is dan de hele tijd "bezet" met substraat, en zal niet sneller kunnen werken bij dezelfde temperatuur. Wanneer echter 1/initiële snelheid en 1/substraatconcentratie tegen elkaar worden uitgezet, krijgt men een rechte lijn. Het snijpunt met de y-as, wanneer 1/[s] nul is, en de substraatconcentratie dus oneindig, stelt die maximale reactiesnelheid voor.
Bij competitieve remming zal de grafiek die wordt verkregen in het tweede geval alleen kantelen. De maximum reactiesnelheid blijft dan gelijk. (Zie figuur) Dit is logisch wanneer bedacht wordt dat het substraat en de inhibitor concurreren. De inhibitor zal een verwaarloosbaar effect hebben wanneer er oneindig veel substraat is, en de Vmax zal dan ook even groot blijven.